# Championnat de Chypre de football 2005-2006
Navigation
Saison précédente Saison suivante
La saison 2005-2006 du Championnat de Chypre de football était la 68e édition du championnat de première division de Chypre. Les 14 meilleurs clubs du pays se retrouvent au sein d'une poule unique, la Cypriot First Division, où ils s'affrontent deux fois, à domicile et à l'extérieur. À l'issue du championnat, les trois derniers du classement sont directement relégués en D2 et remplacés par les trois meilleurs clubs de deuxième division.
C'est l'Apollon Limassol qui remporte la compétition en terminant invaincu en tête du championnat. C'est le 3e titre de champion de Chypre de l'histoire du club.

## Les 14 clubs participants
| - Omonia Nicosie - Olympiakos Nicosie - AEL Limassol - Anorthosis Famagouste - APOEL Nicosie - Apollon Limassol - AEK Larnaca | - APOP Kinyras Peyias FC - Promu de D2 - Enosis Neon Paralimni - Nea Salamina Famagouste - Ethnikos Achna - APEP Pitsilia - Promu de D2 - Digenis Morphou - ENThOI Lakatamia - Promu de D2 |

## Compétition

### Classement
Le barème utilisé pour établir le classement est le suivant :
- Victoire : 3 points
- Match nul : 1 point
- Défaite : 0 point

| Rang | Équipe                   | Pts | J  | G  | N | P  | Bp | Bc | Diff |
| ---- | ------------------------ | --- | -- | -- | - | -- | -- | -- | ---- |
| 1    | Apollon Limassol         | 64  | 26 | 19 | 7 | 0  | 68 | 24 | +44  |
| 2    | Omonia Nicosie           | 63  | 26 | 20 | 3 | 3  | 59 | 20 | +39  |
| 3    | APOEL Nicosie C          | 62  | 26 | 19 | 5 | 2  | 62 | 22 | +40  |
| 4    | Anorthosis Famagouste T  | 53  | 26 | 15 | 8 | 3  | 55 | 26 | +29  |
| 5    | EN Paralimni             | 43  | 26 | 12 | 7 | 7  | 40 | 28 | +12  |
| 6    | Nea Salamina Famagouste  | 41  | 26 | 12 | 5 | 9  | 52 | 48 | +4   |
| 7    | AEL Limassol             | 35  | 26 | 10 | 5 | 11 | 44 | 48 | -4   |
| 8    | AEK Larnaca              | 31  | 26 | 9  | 4 | 13 | 39 | 37 | +2   |
| 9    | Ethnikos Achna           | 28  | 26 | 8  | 4 | 14 | 42 | 43 | -1   |
| 10   | Digenis Morphou          | 28  | 26 | 7  | 7 | 12 | 33 | 45 | -12  |
| 11   | Olympiakos Nicosie       | 27  | 26 | 6  | 9 | 11 | 40 | 50 | -10  |
| 12   | APOP Kinyras Peyias FC P | 18  | 26 | 5  | 3 | 18 | 35 | 65 | -30  |
| 13   | APEP Pitsilia P          | 8   | 26 | 1  | 5 | 20 | 17 | 72 | -55  |
| 14   | ENThOI Lakatamia P       | 7   | 26 | 1  | 4 | 21 | 15 | 75 | -60  |

|  | Qualification pour la Ligue des clubs champions 2006-2007                              |
|  | Qualification pour la Coupe UEFA 2006-2007                                             |
|  | Qualification pour la Coupe Intertoto 2006                                             |
|  | Relégation en Cypriot Second Division                                                  |
|  | T : Tenant du titre C : Vainqueur de la Coupe de Chypre P : Promu de deuxième division |

## Bilan de la saison
| Championnat de Chypre de football 2005-2006                     |                             |
| Champion                                                        | Apollon Limassol (3e titre) |
| Coupes et trophées                                              |                             |
| Vainqueur de la Coupe de Chypre 2005-2006                       | APOEL Nicosie               |
| Vainqueur de la Supercoupe de Chypre                            | Omonia Nicosie              |
| Qualifications continentales                                    |                             |
| Ligue des clubs champions 2006-2007 (1er tour de qualification) | Apollon Limassol            |
| Coupe UEFA 2006-2007                                            | APOEL Nicosie               |
| Coupe UEFA 2006-2007                                            | Omonia Nicosie              |
| Coupe Intertoto 2006                                            | Ethnikos Achna              |
| Promotions et relégations                                       |                             |
| Promus en Cypriot First Division                                | AE Paphos                   |
| Promus en Cypriot First Division                                | Ayia Napa FC                |
| Promus en Cypriot First Division                                | Aris Limassol               |
| Relégués en Cypriot Second Division                             | APOP Kinyras Peyias FC      |
| Relégués en Cypriot Second Division                             | APEP Pitsilia               |
| Relégués en Cypriot Second Division                             | ENThOI Lakatamia            |